# Lista över offentlig konst i Motala kommun
Lista över offentlig konst i Motala kommun är en ofullständig förteckning över främst utomhusplacerad offentlig konst i Motala kommun. 
| Titel                                              | Konstnär(er)                                | Årtal | Beskrivning                  | Typ - material                      | Plats Koordinater                                                          | Bild                  |
| -------------------------------------------------- | ------------------------------------------- | ----- | ---------------------------- | ----------------------------------- | -------------------------------------------------------------------------- | --------------------- |
| Ringarna                                           | Ida Johansson                               |       |                              | skulptur - metall                   | Team Sportiahallen, Medevivägen 59 koordinater saknas                      |                       |
| Glaskonst                                          | Tommy Jerhammar                             |       |                              | relief - glas                       | Sport och simhallen koordinater saknas                                     |                       |
| I sitt lugna bo                                    | Mats Eriksson                               |       |                              | skulptur - brons, betong            | Nykyrka skola koordinater saknas                                           |                       |
| Fantasidjur                                        | Eva Strömberg                               |       |                              | relief - keramik                    | Karlslunds förskola koordinater saknas                                     |                       |
| Vattentrappan                                      | Irene Nordh                                 |       |                              | lekskulptur - tegel, sten           | Förskolan Strömmen koordinater saknas                                      |                       |
| Chillspace                                         | Agneta Stening                              |       |                              | helhetsgestaltning - betong, granit | Skolgårda skola koordinater saknas                                         |                       |
| Nya Arken                                          | Eva Fornåå                                  |       |                              | skulptur                            | Zederslundsskolan koordinater saknas                                       |                       |
| Tax och höna                                       | Rasmus Sköld                                |       |                              | lekskulptur - ek                    | Förskolan Näktergalen, Borensberg koordinater saknas                       |                       |
| Visionärens vinkelben                              | Tommy Jerhammar                             |       |                              | fontänskulptur                      | Platens punkt i Motalaviken koordinater saknas                             |                       |
| Turning Cero                                       | Mikael Kenlind Vas Vitreum                  |       |                              | skulptur                            | Platenhuset, Motala Hamn koordinater saknas                                |                       |
| Lyftande trana                                     | Jussi Mäntinen                              | 1954  |                              | skulptur - metall                   | Vid stenbron, Gästisområdet koordinater saknas                             |                       |
| Vätterljus                                         | Mikael Kenlind                              |       |                              | skulptur - glas, stål               | Gamla stan koordinater saknas                                              |                       |
| Jungfru Isbergs plats                              | Projektarbete av elever vid Platengymnasiet |       | till minne av Jungfru Isberg |                                     | Gamla stan koordinater saknas                                              | Jungfru Isbergs plats |
| Cyklisterna                                        | Irene Nordh                                 |       |                              | skulptur                            | Hamnpromenaden, Motala, Sjögatan 1 koordinater saknas                      |                       |
| 7 år                                               | Sten Ericsson                               | 1955  |                              | skulptur - brons                    | Hörnet Platensgatan/Drottninggatan koordinater saknas                      |                       |
| Platenstatyn                                       | Christian Eriksson                          | 1923  |                              | skulptur - brons                    | Stora torget, Motala 58.53675, 15.03751                                    |                       |
| Vevaxeln                                           | Motala Verkstad                             | 1955  |                              | skulptur - metall                   | Motala hamn, Platensgatan 2 koordinater saknas                             |                       |
| Soleruption                                        | Björn Selder                                |       |                              | skulptur                            | Motala Folkets Park koordinater saknas                                     |                       |
| Charlottenborg                                     | Albin Alm Olle Busch Thomas Svahlstedt      | 2009  |                              | väggmålning                         | Charlottenborgs centrum koordinater saknas                                 |                       |
| Minnesbänken                                       | Tommy Jerhammar                             |       |                              | sten                                | Platenskolan, Duvedal koordinater saknas                                   |                       |
| Dubbelsaxen                                        | Okänd                                       |       |                              | skulptur - metall                   | Gamla folkets hus, Verkstadstorget, Östermalmsgatan 104 koordinater saknas |                       |
| Slusstrappa i sten                                 | Anders Thorlin                              |       |                              | fontänskulptur - sten               | Bråstorp koordinater saknas                                                |                       |
| Tillsammans                                        | Mikael Kenlind                              |       |                              | skulptur - glas, stål               | Hamnvägen mot Motala ström, Borensberg koordinater saknas                  |                       |
| Borensberg i tiden                                 | Rasmus Sköld                                |       |                              | skulptur                            | Motala ström, Borensberg koordinater saknas                                |                       |
| Göta kanal - Första spadtaget                      | Olle Magnusson                              |       |                              | skulptur                            | Kanalparken, Motala koordinater saknas                                     |                       |
| Baby Nessie                                        | Sören Niklasson                             |       |                              | lekskulptur - limträ                | Gästhamnen i Motala koordinater saknas                                     |                       |
| Tjuff Tjuff Även känd som: Delfinen vid Långagrund | Jonas Hellström                             |       |                              | fontän - vatten                     | Göta Kanal, Borensberg koordinater saknas                                  |                       |
| Kärleksträdgård                                    | Backa Carin Ivarsdotter Håkan Johansson     | 2007  |                              | Helhetsgestaltning                  | Platengymnasiet koordinater saknas                                         |                       |

## Fotnoter
1. ↑  Ersätter Arken som stod på samma plats från 1994
2. ↑  Av Deborah Gustafsson, Zandra Jonsson Ring, Evelina Lundgren, Lovisa Nordstedt, Felix Meijer och Frida Svensson